# طاقة الرياح في السعودية
طاقة الرياح في السعودية، تهدف السعودية إلى إنتاج 10 غيغا وات من الطاقة الكهربائية اعتمادا على طاقة الرياح بحلول عام 2025، بما يضيف نحو 56.2 مليار ريال (أكثر من 15 مليار دولار أمريكي) إلى الناتج المحلي الإجمالي للبلاد. وأن يخلق ذلك أكثر من 7500 وظيفة جديدة. وتسعى المملكة لإنتاج 16 غيغاوات من الرياح في العام 2030.

## مزرعة الرياح
هي مجموعة من توربينات الرياح موجودة في نفس الموقع تستخدم لإنتاج الطاقة الكهربائية. تتكون مزرعة الرياح الكبيرة من عدة مئات من التوربينات وتغطي مساحات واسعة. يمكن بناؤها سواء في البحر أو على اليابسة.

## الخلفية
بدأت المملكة العربية السعودية تحقق تقدمًا ملحوظًا في التحول نحو إنتاج الطاقة بالاعتماد على مصادر منخفضة الانبعاثات الكربونية، إذ انطلقت في إطار توجهات رؤية المملكة 2030، نحو تنفيذ خطط طموحة تهدف إلى إنتاج 9500 ميغا واط من الطاقة الكهربائية اعتمادًا على المصادر المتجددة بحلول العام 2023. التحول نحو الطاقة المتجددة بنقلة نحو تنويع الاقتصاد السعودي، والابتعاد عن الاعتماد شبه الكلي على النفط والغاز، مع تعزيز القدرة على تلبية الطلب الداخلي والتطلع نحو تصدير الطاقة المتجددة في المستقبل الأبعد.

## الإمكانيات المتوفرة للاستفادة من طاقة الرياح
تتمتع المملكة العربية السعودية بشواطئ بحرية طويلة قادرة على إنتاج أكثر من 200 غيغا واط من طاقة الرياح عند الاستفادة منها بمتوسط قدرة يبلغ 35.2 في المئة، وهذا معدل أعلى من معظم البلدان التي تضع خططًا لإنتاج الطاقة الكهربائية اعتمادًا على الرياح، ويشمل ذلك الولايات المتحدة (33.9 في المئة) والمملكة المتحدة (27.8 في المئة) والدانمرك (28.4 في المئة) وألمانيا (19 في المئة).

### المواقع
المملكة تتضمن عدة مناطق يمكن الاستفادة من رياحها في توليد الطاقة الكهربائية، وتشمل مناطق العقبة وجاهد والطائف ويدمة، ففيها سرعات رياح عالية وقدرات طاقة واعدة تتيح بناء مشاريع عالية الكفاءة لتوليد الطاقة من الرياح.

## مزايا
أظهر الأطلس الوطني لقياس مصادر الطاقة المتجددة والرصد البيئي وجود عدة مزايا أيضا لتوليد طاقة الرياح في المملكة، لا سيما في المناطق الشمالية والشمالية الغربية

### شواطئ بحرية طويلة
أكد تقرير لموقع شركة أكوا باور أن السعودية تتمتع بشواطئ بحرية طويلة قادرة على إنتاج أكثر من 200 غيغا وات من طاقة الرياح عند الاستفادة منها بمتوسط قدرة يبلغ 35.2%، وهذا معدل أعلى من معظم البلدان التي تضع خططًا لإنتاج الطاقة الكهربائية اعتمادًا على الرياح، ويشمل ذلك الولايات المتحدة (33.9%) والمملكة المتحدة (27.8%) والدانمرك (28.4%) وألمانيا (19%).

### سرعة رياح مثالية
حددت الدراسات معدل الجدوى الاقتصادية لطاقة الرياح بنحو 6 أمتار في الثانية، بينما أظهر الأطلس الوطني لقياس إن سرعات الرياح عالية وتصل إلى 8 أمتار أو أكثر في الثانية، وتحدث في المناطق الشمالية الشرقية والوسطى من المملكة، إضافة إلى المناطق المحاذية للجبال غربا.

## البرنامج الوطني للطاقة المتجددة
يمثل البرنامج الوطني للطاقة المتجددة في المملكة العربية السعودية خطة طموحة لتوليد الطاقة النظيفة في البلاد، بمشاركة القطاع الخاص من خلال طرح المناقصات لتوفير الطاقة المتجددة بتكلفة منخفضة. وقدم مكتب تطوير مشاريع الطاقة المتجددة (ريبدو) حتى اليوم مشروعين من هذا النوع يبلغ مجموع قدرتها الإجمالية 700 ميغا واط.

## المشاريع
طرحت المملكة العربية السعودية في العام 2018 مناقصة عالمية لتلقي عروض لأول مشروع لإنشاء محطة توليد طاقة كهربائية بالاعتماد على طاقة الرياح، وكانت العروض المقدمة مذهلة مقارنة بأدنى التعريفات المسجلة حول العالم.

### مزرعة رياح دومة الجندل
مزرعة رياح دومة الجندل هي أول مزرعة رياح في المملكة العربية السعودية، وتقع في دومة الجندل في منطقة الجوف، الواقعة في شمال غرب السعودية، على بعد حوالي 1046 كم شمال العاصمة الرياض. وتبلغ تكلفة محطة دومة الجندل لطاقة الرياح 500 مليون دولار، وبعد انتهاء أعمال تأسيس المحطة ستصبح المحطة قادرة على توليد طاقة مستدامة تكفي لحوالي 70 ألف وحدة سكنية. ومشروع «دومة الجندل» تم إختياره كأول مشروع لطاقة الرياح في السعودية، بعد أن أظهرت الدراسات وجود خليط قوي من قدرات الرياح في موقع المشروع، ليكون متوسط الإنتاج المتوقع لمحطة الرياح دومة الجندل حوالي 1.4 تيراواط.

## قائمة مزارع الرياح
| الاسم                  | نظام إحداثيات جغرافي | المنطقة /المحافظة  | القدرة (واط) |
| ---------------------- | -------------------- | ------------------ | ------------ |
| مزرعة رياح دومة الجندل | -                    | محافظة دومة الجندل | 400 ميغاوات  |

## وصلات خارجية
- أطلس مصادر الطاقة المتجددة في السعودية